# Lottia borealis
Lottia borealis is een slakkensoort uit de familie van de Lottiidae. De wetenschappelijke naam van de soort is voor het eerst geldig gepubliceerd in 1982 door Lindberg.